# Museu Rolin
El museu Rolin és un museu francès que es troba a la Ciutat d'Autun a Borgonya del sud. Està situat a l'emplaçament de l'antic hotel del canceller Nicolau Rolin i de la casa Lacomme. Les seves col·leccions s'estenen de l'arqueologia galo-romana a la pintura del segle XX i estan repartides en una vintena de sales. Està classificat com a Museu de França.

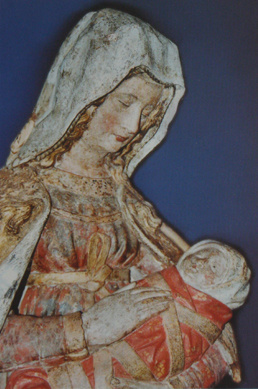
La Verge d'Autun, (Segle XV), calcària policromada

## Les col·leccions
Les col·leccions estan repartides en quatre departaments del museu: arqueologia, art medieval, història regional i belles arts (segles xvii al XX). A banda, hi ha un espai consagrat a la donació André i Monique Frénaud que comprèn 94 obres d'artistes contemporanis.

### Arqueologia, període galo-romana

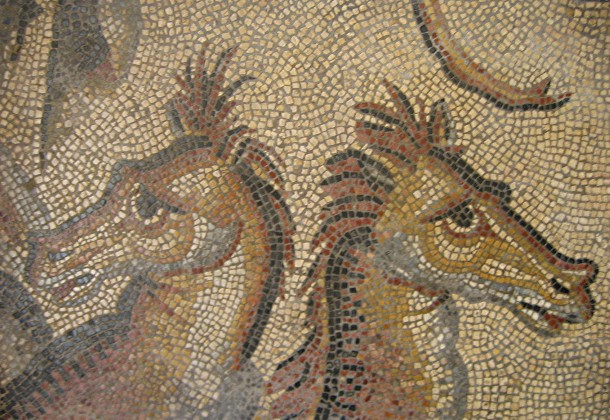
Mosaic galo-romà

El departament d'arqueologia present vestigis i obres de l'antiguitat romana. Un gran nombre de figures, petits bronzes i petites figures es troben exposades, destacant, un Grup de dos gladiadors. S'hi troben també adorns (joies, fíbules, agulles...), eines (segles I al IV), gerres i atuells. La majoria d'aquestes obres i objectes usuals testimonien el període galo-romà de la ciutat d'Autun, fundada al segle primer per l'emperador August.
Hi ha una sala dedicada a les esteles funeràries adornades amb baixos relleus amb l'efígie dels difunts. També hi ha mosaics que completen la col·lecció. Destacant també un casc de gala en bronze repujat.

### Art medieval
El fons medieval presenta un conjunt d'estàtues romanes i de pintures de mestres cèlebres.
- Escultura: es pot veure La temptació d'Eva, segle xii, atribuït a Gislebertus[4] · [5] Aquest alt relleu figurava sobre la llinda d'una portada lateral de la Catedral de Sant Llatzer d'Autun. La tomba de Sant Llatzer, cap a 1170, obra monumental signada del Moine Martin,[6] és en part reconstituït amb l'ajuda de les estàtues preservades: sant Andreu, Marta i Maria Madgdalena. Aquest reliquiari de sis metres d'alçària, en forma d'església en miniatura, es trobava darrere el cor de la catedral d'Autun i va ser destruït el 1766[7] · [8] D'altra banda, també són presents escultures realitzades per artistes borgonyons del segle xv representant, entre altres santa Margarita, sant Miquel, santa Caterina i santa Bàrbara. Finalment la Verge d'Autun, en calcària polychromé, és una de les obres principals del museu.

- Pintura: l'obra més reputada és la Nativitat del cardinal Rolin, 1480, del Mestre de Moulins. Entre altres quadres, hi ha L'Últim Sopar, segle xvi, de Pieter Coecke van Aelst l'Adoració dels mags, tríptic del segle xvi, del mestre de l'Adoració d'Utrecht i el Tríptic de l'eucaristia, 1515.

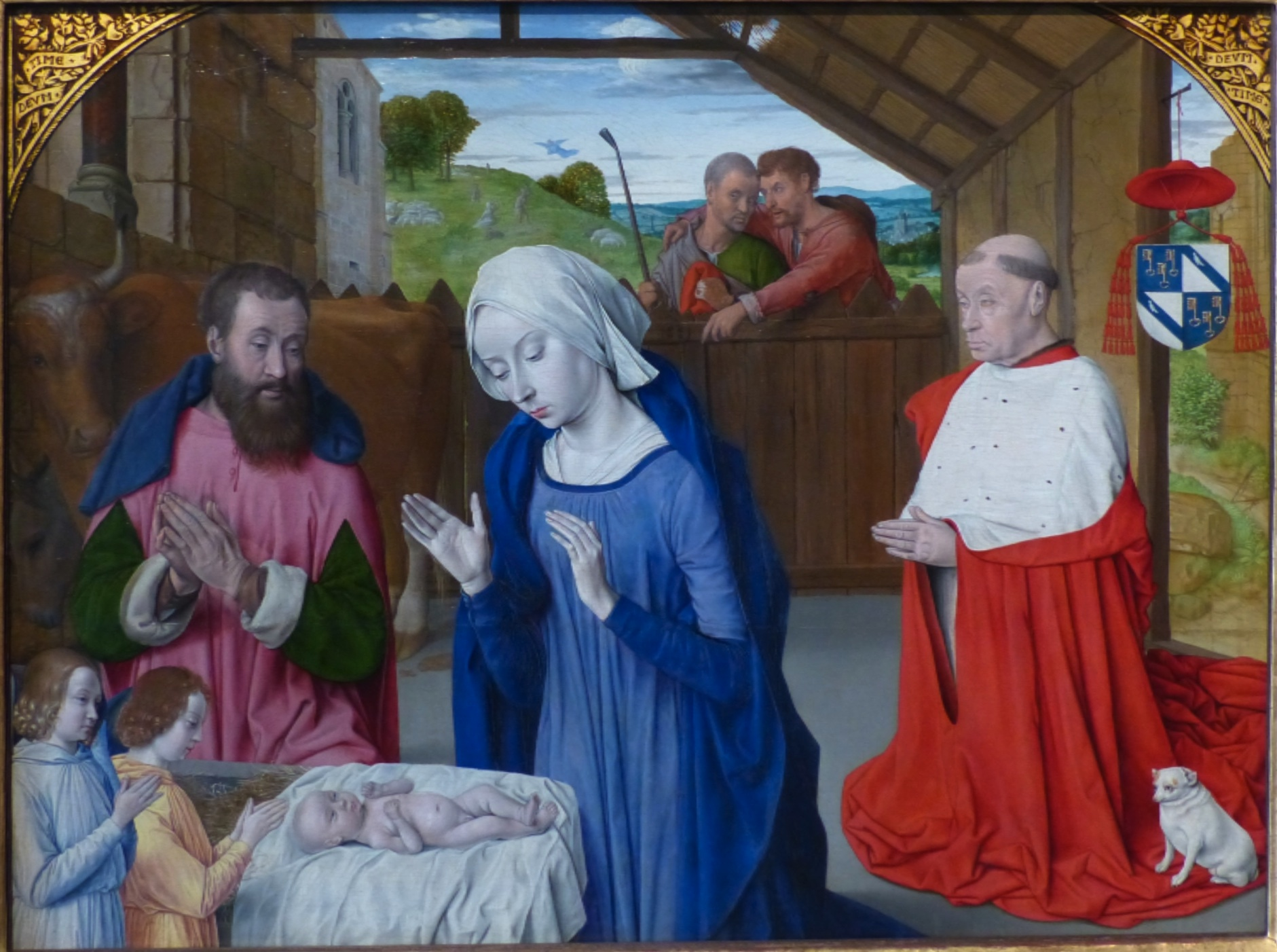
Nativitat delu cardenal Rolin, cap a 1480, del Mestre de Moulins

### Història regional
El departament d'història regional exposa documents (cartes, gravats...) del segle xv al XIX sobre la ciutat d'Autun i el seu entorn.

### Belles Arts, delseglexviialxx
La secció de belles arts, reuneix quadres de pintors del segle xvii al XX (David Teniers el Jove, Charles-Joseph Natoire, Eugène Devéria, André Sureda, Horace Vernet, Jules-César-Denis van Loo, Édouard Cibot, Édouard Auguste Nousveaux).
Són presents igualment, seixanta pintures, dibuixos i estampes de Maurice Denis.

### Donació André i Monique Frénaud
La donació André i Monique Frénaud comprèn 94 obres d'artistes contemporanis tals com Maurice Estève, Vieira da Silvia, Fernand Léger, Miro, Jean Dubuffet, Raoul Obaga, Geneviève Asse, Jean Bazaine, Jean Fautrier…
Entre les obres notables, destaca L'Home a la butxaca (1945) de Dubuffet, l'Homenatge a Jean Fouquet (1952) d'Estève, Cos extens (1949) i Naturalesa morta groga (1950) d'Ubac, L'Ocellaire de Jacques Villon (1931), l'escultura Ocell i ocells (1950) d'André Beaudin.

## Principals obres exposades

### Estatuària
- Grup de dos gladiadors, Figuretes, Bronze plaquejat d'argent, Època galo-romana
- La temptació d'Eva, llinda, primera meitat del segle xii, atribuïda a Gislebertus
- La tomba de sant Lazare, 1150-1170, del Moine Martin
- La Verge d'Autun, meitat segle XV

### Pintura
- La nativitat i el cardinal Rolin, cap a 1480, del Mestre de Moulins
- L'Adoració dels mags, tríptic del segle xvi, del mestre l'Adoració d'Utrecht
- El Tríptic de l'Eucaristia, 1515
- Annunciació, 1607-1677, atribuïda a Mathieu El Nan
- Anna Bolena a la Torre de Londres en els primers moments de la seva detenció, 1835, d'Édouard Cibot

### Galeria

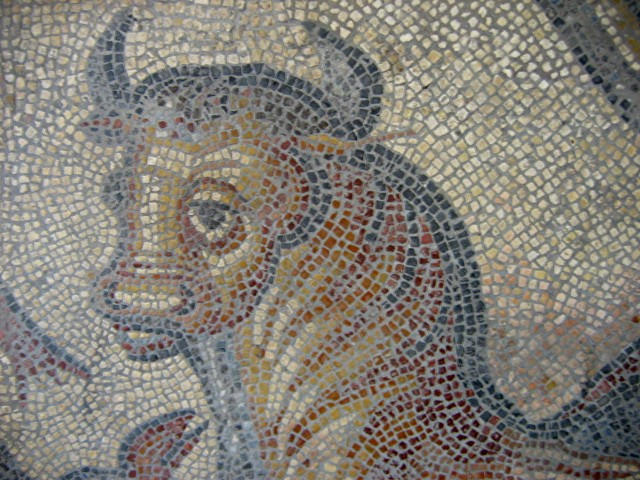
Mosaic del triomf de Neptune.
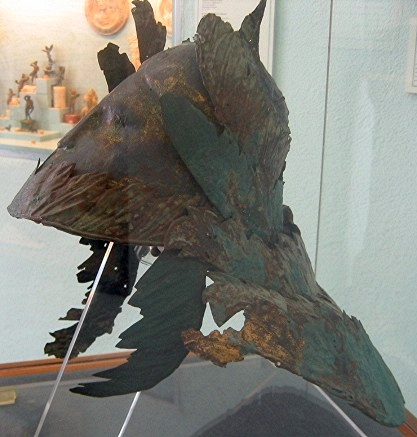
Casc de gala, època galo-romana.
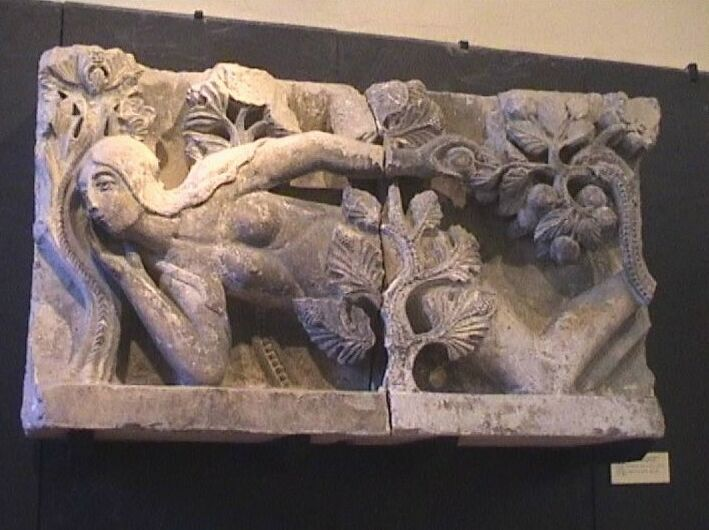
La temptació d'Eva, cap a 1130, atribuïda a Gislebertus.
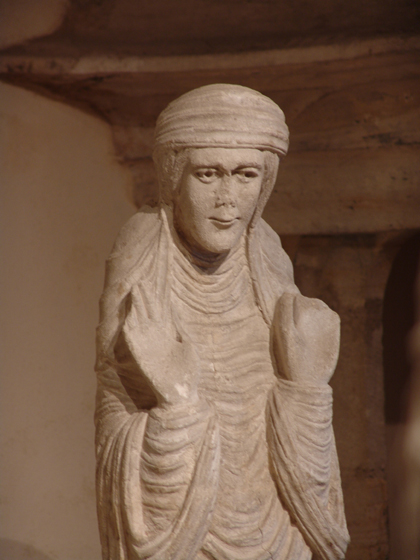
Maria Magdalena, Tomba de Sant Lazare, segle xii, del Moine Martin.
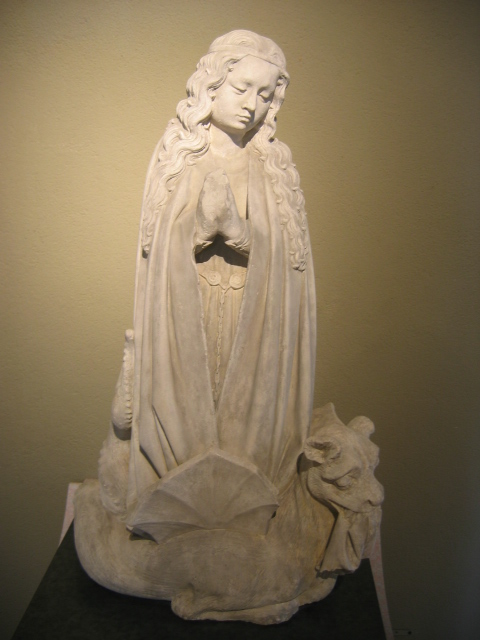
Santa Marguerita, segle XV
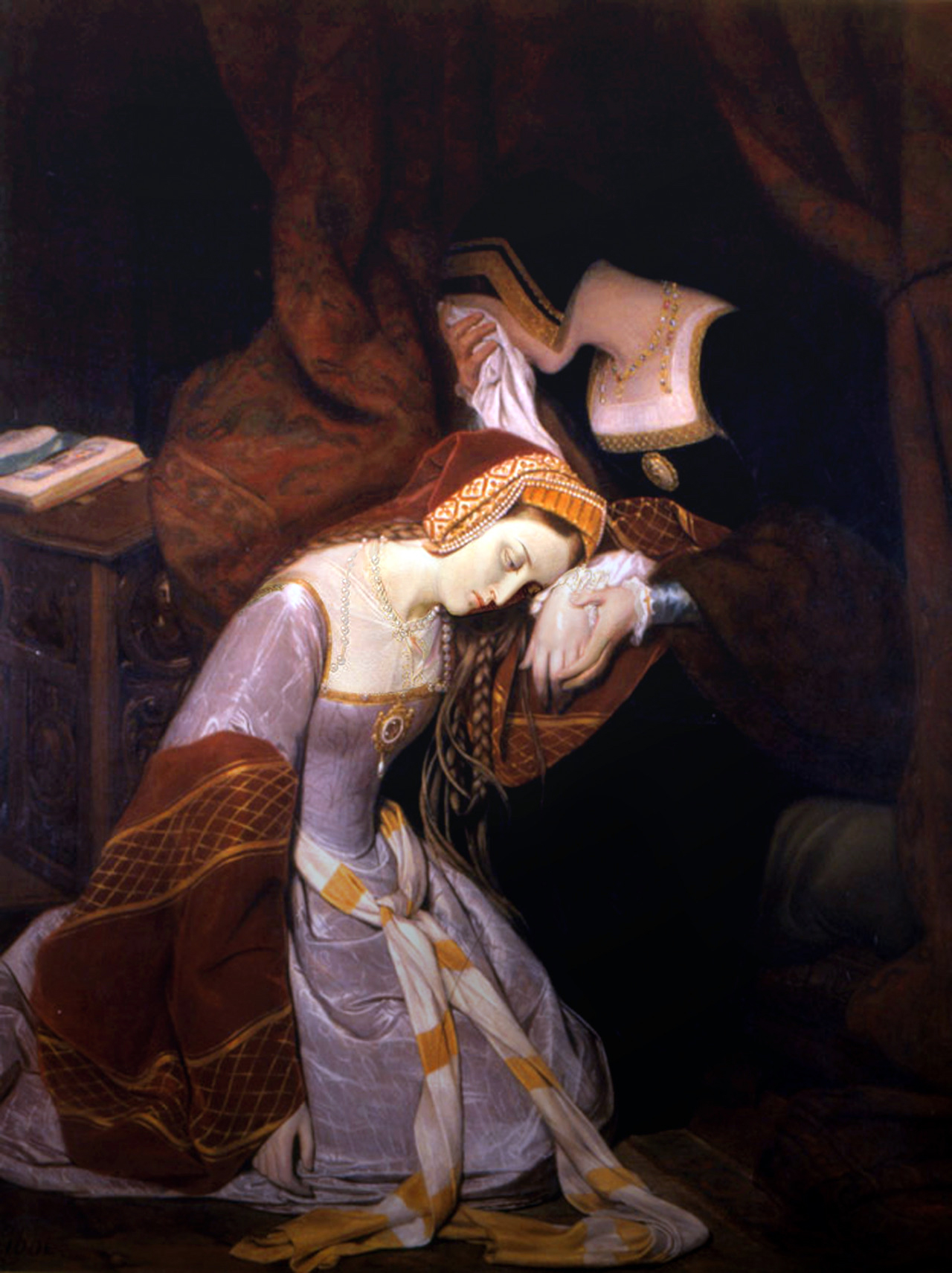
Anna Bolena a la Torre de Londres, 1835, d'Édouard Cibot